# HD 106068
HD 106068，又名CP-62 2624，SAO 251790、HR 4644，是一颗恒星，视星等为5.92，位于銀經298.51，銀緯-0.42，其B1900.0坐标为赤經12h 7m 3.7s，赤緯-62° -0.42′ 40″。